# Waschhaus (Champagne-sur-Oise)

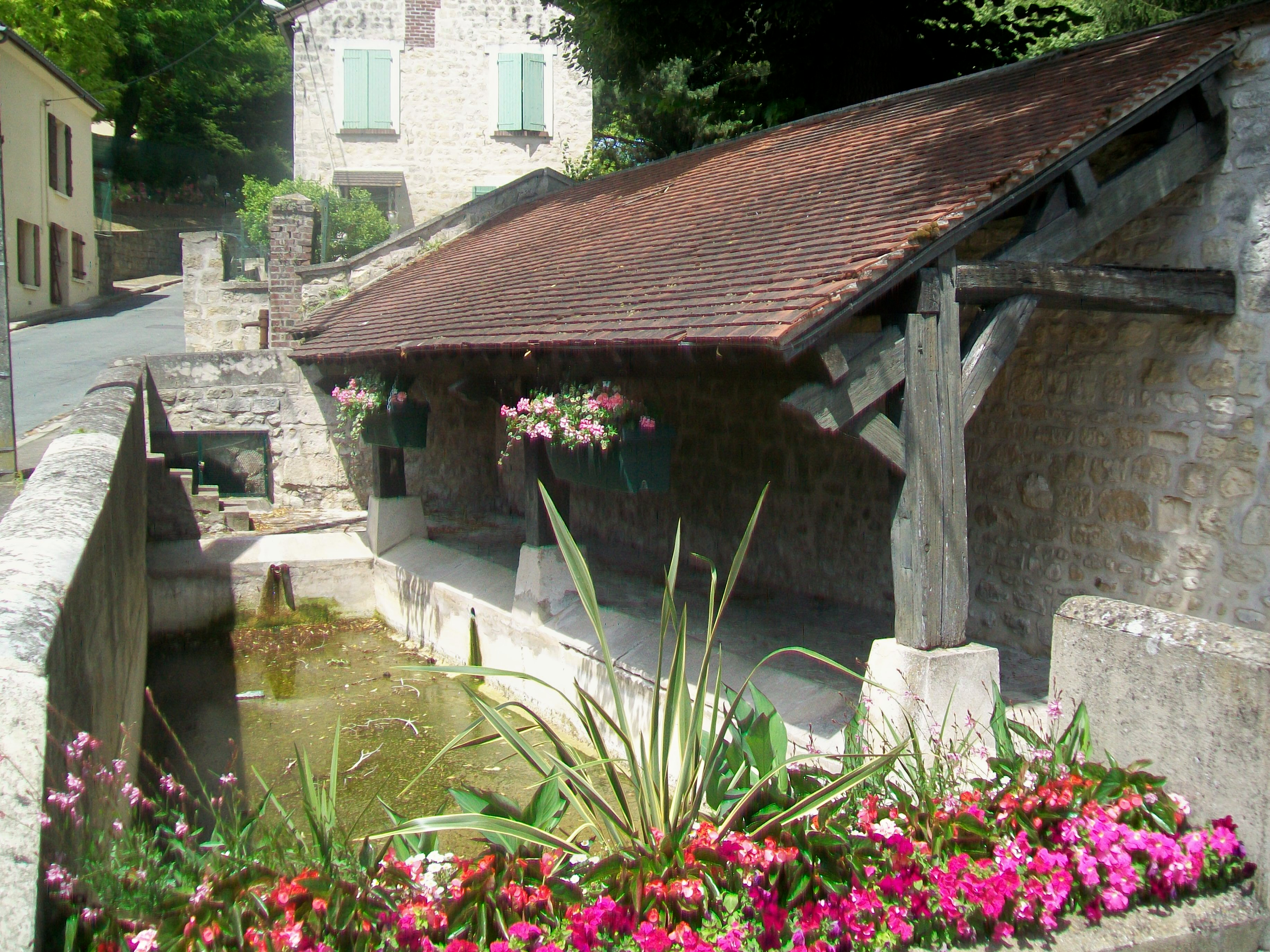
Waschhaus in Champagne-sur-Oise

Das Waschhaus (französisch lavoir) in Champagne-sur-Oise, einer französischen Gemeinde im Département Val-d’Oise in der Region Île-de-France, wurde Ende des 19. Jahrhunderts errichtet. Das öffentliche Waschhaus mit Pultdach steht an der Rue Welwyn. 
Am Waschhaus, von einem Brunnen mit Wasser gespeist, wurde 1911 eine Viehtränke hinzugebaut.